# Azonnali üzenetküldő alkalmazás
Az azonnaliüzenet-küldő (csevegő-alkalmazás, idegen szóval chat) olyan számítógépes alkalmazás, melyek segítségével azonnali szöveges kommunikációt lehet létesíteni két vagy több ember között hálózaton, jellemzően az interneten keresztül. Több szoftver képes képek vagy videók továbbítására is.

## Áttekintés
Egy azonnaliüzenet-küldő alkalmazás olyan ügyfélprogram, mely egy azonnaliüzenet-küldő szolgáltatáshoz csatlakozik. Az azonnali üzenetek váltása alapvetően abban különbözik az e-mailtől, hogy ebben a beszélgetés valós időben folyik. Ezenkívül a legtöbb szolgáltatás megjeleníti a felhasználók elérhetőségi állapotát, például, hogy egy partner éppen aktívan használja a számítógépet. Általánosságban az összes beszélgetőpartner látja a szöveget a begépelés után (soronként), így inkább hasonlít az efféle kommunikáció valamilyen telefonbeszélgetéshez, mint levelezéshez. Némely azonnaliüzenet-küldő program képes „Nincs a gépnél” üzeneteket is küldeni, amely megfelel a telefonos üzenetrögzítőnek.
A publikus interneten hozzáférhető legnépszerűbb azonnaliüzenet-küldő szolgáltatások közé tartozik az AOL Instant Messenger, a Yahoo! Messenger, a .NET Messenger Service és az ICQ. Ezek a szolgáltatások sok ötletet vettek át a régebbi (és még mindig népszerű) csevegőmédiumtól, az IRC-től (Internet Relay Chat).
Az azonnaliüzenet-küldés párhuzamosan több helyen is kifejlődött, és mindegyik alkalmazásnak külön protokollja van. Ez sok felhasználót arra vezet, hogy több azonnaliüzenet-küldő alkalmazást futtasson egyszerre, hogy több hálózaton is elérhető legyen.

## Együttműködés
Számos próbálkozás irányult arra, hogy létrehozzanak egy egységes azonnaliüzenet-küldési szabványt, ezek közé tartoztak: az IETF SIP-je (Session Initiation Protocol) és SIMPLE-je (SIP for Instant Messaging and Presence Leverage), az APEX (Application Exchange), a Prim (Presence and Instant Messaging Protocol) és a nyílt, XML-alapú XMPP (Extensible Messaging and Presence Protocol), közismertebb nevén Jabber.
A legtöbb arra irányuló próbálkozás, hogy egységes szabványt alkossanak a fő azonnaliüzenet-szolgáltatóknak (AOL, Yahoo! és Microsoft), sikertelennek bizonyult, és továbbra is mindegyik a saját protokollját használja.
Néhány azonnaliüzenetküldő-alkalmazás megpróbálja egységesíteni a sok elkülönülő protokollt egy egyszerű ügyfélbe. Példák ezekre a Trillian, a Pidgin, a Fire, a Proteus és a Miranda IM. A Jabber egy kicsit máshogy közelíti meg a helyzetet: a többi szolgáltatással való kommunikáció feladatát a kiszolgálóhoz áthelyezni, és ezáltal lehetőséget ad egyszerűbb és kevesebb erőforrást felhasználó ügyfél létrehozására.
A többhálózatos azonnaliüzenetküldő-ügyfelek által egybefoglalt szolgáltatók többnyire csendesek maradtak, kivéve a .NET Messenger Service és az AOL Instant Messenger.
Az .NET Messenger Service esetében a Trillian két problémával is szembesült, melyeken a Microsoft nem segített. Ezek közül az utóbbi szándékos volt, a másik nem feltétlenül. Amikor pedig a Microsoft utolsó alkalommal is módosította a protokollját, tájékoztatták a Cerulean Studiost (a Trillian fejlesztőjét), akik kiadtak egy hibajavítást, mielőtt bármilyen problémával szembesültek volna a felhasználók.
Az AOL és a Trillian macska–egér harcot játszottak egy ideig, a Cerulean Studos pedig körülbelül 5 apró változtatást tartalmazó verziót adott ki.
2003. szeptember 26-án a Yahoo! változtatásokat végzett az azonnaliüzenet-küldőjén, miközben teljesen tisztában volt azzal, hogy ezzel letilthatja a Trillian-felhasználókat a Yahoo!-hálózat használatától. A Microsofthoz hasonlóan a Yahoo! is inkább biztonsági veszélyekre hivatkozott, mint arra, hogy tiltani szeretné a külső ügyfélprogramokat. A Yahoo! bejelentkezési módszerének módosításától kevésbé lett a rendszer biztonságosabb, viszont nehezebben visszafejthető kódot eredményezett. A változtatással nem csupán az történt, hogy nem lehetett csatlakozni a hálózathoz, hanem összeomlásra is késztette a Trilliant. Mindkét fél bejelentette, hogy próbálnak saját érdekeiknek megfelelő módszereket találni, amelyek – természetesen – ellentétesek egymással. 2004-ben a Cerulean kiadott olyan hibajavításokat, amely korrigálja a Yahoo! próbálkozásait.

## Protokollok listája
- Gadu-Gadu
- Gale
- Internet Relay Chat
- Jabber
- Lotus Sametime (vállalati)
- .NET Messenger Service (vállalati)
- OSCAR (AIM és ICQ) (vállalati)
- Pichat
- PSYC
- SILC
- SIMPLE
- TOC (AIM) (vállalati)
- Voice over IP
- Trans.eu Road Transport
- Yahoo! Messenger (vállalati)
- Zephyr Notification Service

## Ügyfélprogramok listája
- AMSN
- AOL Instant Messenger (vállalati)
- eBuddy
- Digsby
- Fire
- Gadu-Gadu
- Google Talk (GTalk)
- Galaxium
- ICQ (vállalati)
- Internet Relay Chat
- Jabber
- Kopete
- Lotus Sametime (vállalati)
- Matrix.org
- Miranda IM (szoftver)
- MSN Messenger (vállalati)
- Pidgin (korábban Gaim néven)
- TeamSpeak
- Discord
- Trans.eu Road Transport (fuvarbörze)
- Trillian
- Yahoo! Messenger (vállalati)
- Windows Messenger (vállalati)
- Windows Live Messenger (vállalati)

## Kiszolgálók listája
- Internet Relay Chat
- Jabber
- PSYCMUVE

## Lásd még
- Beszélgetés
- Számítógépes konferencia